# Strijders
Strijders is een Nederlands televisieprogramma van de AVROTROS, uitgezonden op NPO 1 en online te zien op NPO Start. In het programma nemen oud-commando’s Ray Klaassens en Dai Carter het tegen elkaar op in een ultiem militair kampioenschap. Het programma wordt gepresenteerd door Jeroen van Koningsbrugge en is een spin-off van Kamp van Koningsbrugge.